# Miomancja
Miomancja (gr. mūs, 'mysz' + manteía, 'proroctwo') – praktyka wróżbiarska w której przedmiotem wróżby jest zachowanie szczurów lub myszy; metoda wróżbiarska, która może być zasugerowana w wersecie biblijnym Izajasza 66:17.
W kontekście historii Zachodu, określone piski myszy lub szczurów oraz inne zjawiska, w tym zniszczenia spowodowane przez te gryzonie, uznawano za znaki zwiastujące zło. Na przykład Elian podaje, że Kwintus Fabiusz Maksimus zrezygnował z dyktatury w następstwie „ostrzeżenia” pochodzącego od tych stworzeń; według Marka Terencjusza Warrona, Kasjusz Flaminiusz zrezygnował z dowództwa nad kawalerią z tego samego powodu.
Horapollon opisuje szczura jako symbol zniszczenia. Według Herodota, próba inwazji Egiptu przez Sennacheryba została udaremniona, ponieważ noc przed planowanym atakiem jego armii gryzonie systematycznie zniszczyły broń.
Hebrajskie słowo oznaczające „mysz” wywodzi się z rdzenia oznaczającego „oddzielać, dzielić lub sądzić”. Jeden z komentatorów Horapollona zauważył, że mysz ma wyjątkowo wyrafinowany smak. W egipskim manuskrypcie znajdującym się w Bibliothèque nationale de France w Paryżu widnieje przedstawienie duszy udającej się na sąd, w którym jedna z postaci ma głowę szczura i nosi tradycyjną perukę sędziowską.